# Lifeimi Mafi
Pour les articles homonymes, voir Mafi.

a Compétitions nationales et continentales officielles uniquement.

b Matchs officiels uniquement.
Dernière mise à jour le 11 octobre 2018.
Lifeimi Mafi, né le 15 août 1982 à Nuku'alofa, est un joueur tongien de rugby à XV évoluant au poste de centre.

## Biographie
Lifeimi Mafi évolue d'abord avec la province de Manawatu, puis avec celle de Taranaki avant de rejoindre, en 2006 pour six saisons, la province du Munster avec laquelle il a disputé la ligue celte et la Coupe d'Europe. Il connaît les sélections néo-zélandaises de jeunes en moins de 19 ans, moins de 21 ans et il est international néo-zélandais à sept. Il dispute l'intégralité des matchs de la Coupe d'Europe de rugby à XV 2007-2008 qui voit le Munster s'imposer sur Toulouse en finale,. En 2012, Lifeimi Mafi signe pour deux saisons à l'USA Perpignan. Il y joue jusqu'à la fin de la saison 2017-2018 que l'USAP termine champion de Pro D2.
Alors qu'il devait mettre un terme à sa carrière de joueur, il rechausse les crampons pour une dernière saison avec son ancienne équipe de Manawatu en Mitre 10 Cup pour la saison 2018.

## Palmarès
- Vainqueur de la Coupe d'Europe en 2008
- Champion de France de Pro D2 en 2018

### Distinctions personnelles
- Nuit du rugby 2018 : élu meilleur joueur de Pro D2 2017-2018.